# Валамаз (Красногорський район)
Валама́з (рос. Валамаз) — село (в минулому смт) в Красногорському районі Удмуртії, Росія.

## Населення
Населення — 851 особа (2010; 1079 в 2002).
Національний склад станом на 2002 рік:
- росіяни — 86 %